# Grabovo (Tompojevci)
Grabovo es una localidad de Croacia en el ejido del municipio de Tompojevci, condado de Vukovar-Sirmia.

## Geografía
Se encuentra a una altitud de 105 m s. n. m. a 295 km de la capital nacional, Zagreb.

## Demografía
Para la fecha del censo 2011 la localidad se encontraba deshabitada
| Gráfica de población de Grabovo 1857-2011                           |
|                                                                     |
| Según los censos de población de la oficina estadística de Croacia. |